# دلع المفتي
دلع المفتي كاتبة وأديبة كويتية من أصول سورية، تخرجت من جامعة فلوريدا سنة 1982 بشهادة في هندسة الديكور تكتب في جريدة القبس وهي متزوجة ولها أربعة أبناء.
تميزت بأسلوبها السلس والممتع وقلمها الساخر، وعرفت بتوجهاتها الليبرالية والعلمانية ومناصرتها لحقوق المرأة والمهمشين. حاربت عبر مقالاتها الفتن الطائفية ودعت إلى نبذ التعصب والظلم الاجتماعي وقبول الآخر كما هو ولم تغفل عن قضايا وهموم المواطن العربي اليومية.
ظهرت في برنامج (مساواة)على قناة الحرة وناقشت بجرأة وضع المرأة في العالم العربي وقضايا ضمان الحريات، كما ألقت الضوء على تأثير الربيع العربي في الدور الاجتماعي النسوي.

## مقالاتها
يتابع قراء دلع المفتي عمودها الصحفي في صحيفة القبس الكويتية أسبوعيا، لأنه بشكلٍ من الإشكال يتحدث عنهم، أي عن الناس العاديين في بلداننا العربية، همومهم ووجعهم وأحلامهم اليومية، فيكاد لا يخلو مقال ٌمن مقالاتها من التقاطةِ نقدٍ، وصوت عتابٍ، ودعوةٍ إلى تغيير.ولهذه الأسباب لاقت مقالاتها شعبيتها التي جعلت العديد من المواقع الإلكترونية تعيد نشرها.
بعض هذه المقالات حصد شهرة أكثر من غيره، منها مقالها هل تسمحون لي والذي نشر في أحد المواقع الإلكترونية على أنه من مؤلفات نزار قباني، لاحقا اعتذر القائمون على الموقع عن خطأ نسبته للشاعر نزار قباني. للأسف، لا يزال مقال هل تسمحون لي متداولا على الكثير من المواقع والشبكات بأنه قصيدة لـ نزار قباني.
من مقالات دلع المفتي التي أثارت الضجة أيضا مقال بعنوان هل نسيتم أجراس الكنائس؟ تحدثت فيه عن الازدواجية التي تميز مجتمعاتنا العربية وظهرت اثر ردود الفعل الغاضبة تجاه منع سويسرا لبناء المآذن في حين أن بناء الكنائس مثلا ممنوع أو مقنن في غالبية الدول العربية والإسلامية.

## مؤلفاتها
- صدرت لها أول رواية «هن لسن أنت» سنة 2003
- صدرت لها عن دار جسور مجموعة قصصية بعنوان «عورة» باللغتين العربية والإنكليزية أيلول/سبتمبر 2006
- صدرت لها رواية رائحة التانغو عند دار مدارك للنشر سنة 2014
- كتاب «مطبخ دلع». 2020.[2]
- رواية «شمس منتصف الليل». 2022.[3]